# Marquesado de Francos (pontificio)
El título de Marqués Pontificio de Francos fue creado por el papa Pío IX, el 5 de marzo de 1872, a favor de León López Francos, autorizando el uso del mismo el 17 de marzo del mismo año.

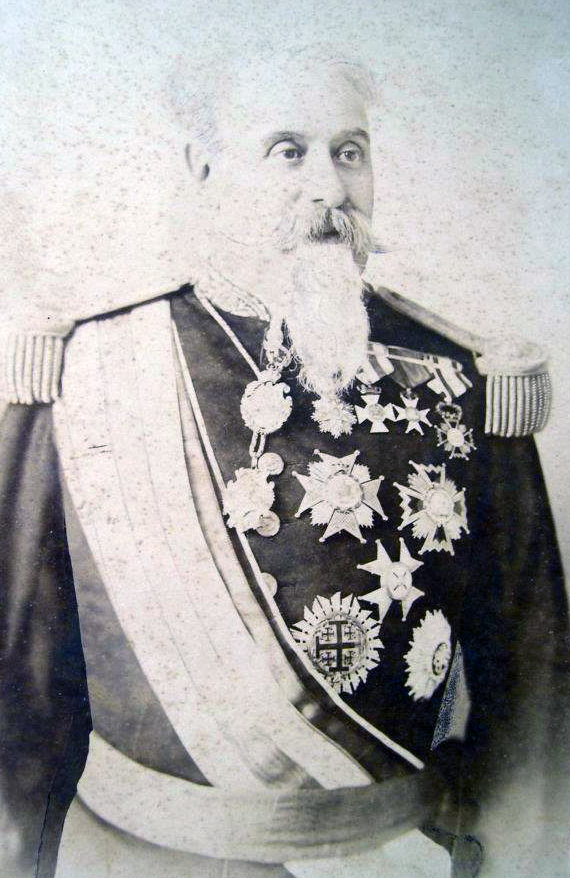
León López Francos. Marqués Pontificio de Francos

## Historia
Don León López Francos fue teniente coronel de caballería y comandante del Cuerpo de Estado Mayor en 1852. El 27 de octubre de 1891 la Reina regente María Cristina otorga a la villa de Haro el reconocimiento de ciudad. El decreto fue logrado por los buenos oficios del senador vitalicio León López Francos, más conocido como "Marqués de Francos" y en él se indicaban las razones que llevaban a ese reconocimiento "por el aumento de su población, desarrollo de su agricultura, industria y comercio, y su constante adhesión a la Monarquía constitucional".
El 20 de octubre de 1852 contrajo matrimonio en Vejer de la Frontera con María Josefa Castrillón y Mera, dama de la Orden de las Damas Nobles de la Reina María Luisa con nº 768.